# たまごっち!せーしゅんのドリームスクール
『たまごっち!せーしゅんのドリームスクール』は、2013年11月7日にバンダイナムコゲームス（当時、のちバンダイナムコエンターテインメント）より発売されたニンテンドー3DS用ソフト。

## 概要
『たまごっち! みらくるフレンズ』の放送と同時に発表されたアニメ「たまごっち!」を題材としたゲームの5作目。
アニメ「たまごっち!」の舞台の一つである「ドリームタウン」の学校「ドリームスクール」でたまとも達と学園生活を送り、たまごっち星1番のドリーマーを目指す。当時最多数の100人のたまごっちが登場した。
また、YouTubeにて本作の発売に合わせて着ぐるみのたまごっちが登場する4種類のPVが公開された。
『Tamagotchi P's』または玩具版『ポケットデザイナー』と連動した「ひみつのパスワード」が存在する。
フルボイスのたまごっちのゲームとしては本作が最終作となった。

## ドリームレッスン
一つのレッスンを選んで難易度を選択する。成功すると下画面にある「バクメーター」が一つ増える。太い線を越えると「ドリームフェスティバル」が開催される。難易度に関係なく成功すると教室がリニューアルされ、レッスンが追加される。更に「バクメーター」を1週達成する2回目の「ドリームフェスティバル」をクリアすると表彰状を受け取れ、「ドリームけんきゅう部」のレッスンが追加される。

### ロボット科
ネジネジロボット
ベルトコンベアから流れてくるロボットのネジ穴にタッチしてネジを閉める。閉めないでいると破損してしまう。難易度によってロボットのデザインが異なり、初級はシンプルなロボット、中級はなんでっちと似たロボット、上級はGOTCHMANと似たロボット。
ランランロボレース
ネジネジロボットで完成したロボットを操作し、特定の距離まで走行する。アタックはミサイルで岩を破壊する。ホイッスルはスペイシーブラザーズのロボットを除去する。ジャンプはハードルと水たまりを交わす。色のついた岩を破壊すると出てくる電池はロボットを一時的に強化する。

### 芸能科
たまダンスショー
ふりふりっちとジュリエっちとナイトっちのお手本を見て、矢印を覚えて入力する。初級は上記の3人、中級はみらいっちが加わる。上級はD2の二人が加わる。
キング・オブ・たまコント
みっちー先生からの特定の小道具を投げる指示を5秒以内に覚えて小道具を投げる。最後は全ての小道具を投げる。4人目は難易度によって初級はあっちっち、中級はピエロっち、上級はどやっちに変わる。

### 美容科
ドリームメイクおとし
ドリームメイクされたたまごっちの顔をこすって、泡が白くなったらシャワーをタッチして流す。メイクが完全に落ちたら次のたまごっちに交代。
おきゅうマッサージ
ツボをタッチして探す。探し当てたツボにお灸を置いて疲れを癒す。焦げる直前になったら水に捨てる。

### 音楽科
レッツ☆たまバンド
タイミングよく、指示通りの楽器アイコンをタッチする。楽器は難易度によって初級はドラムと鍵盤ハーモニカのみ、中級はギター、上級はチューバが増える。
マーチングたまバンド
トランペットをタッチして動かし、マイクに息を吹きかけ、タイミングよくシンバルを鳴らしながら行進する。マイクはLボタンで代用する事もできる。

## みらくるショップ
ドリームスクールとは関係ないがドリームレッスンの対象として扱われる。
みらくるアクセサリー
下画面の丸いホックを糸に通してアクセサリーパーツに繋いで最後のホックを繋げたら完成する。難易度の上昇によって複雑になる。
みらくるラッピング
ラッピングマシーンを使うラッピング。番号を覚えて正しい番号を入力してレバーを引くと成功する。難易度の上昇によって1000桁以上になる。

## たま部
本作オリジナルの部活。「バクメーター」は存在しない。
からだきたえぶ
下画面を上下にスライドして腹筋対決。相手が中断した後に高速になる時もある。相手は難易度によって初級はききっちとピポスぺっちかキラもっちのランダム、中級はみらいっちかめめっちとまめっちかメロディっちかラブリっちのランダム、上級はライトっちかスマートっちとくろまめっちかござるっちのランダムに変わる。
あたまスッキリぶ
たまごっちの位置がフェードアウトした後、変わったたまごっちの位置にタッチする。たまごっちスクール、ドリームスクールの順番になる。
おそうじしましょうぶ
雑巾を水平に保ちながら、速さを競う。仲間はドリームスクールで、相手はたまごっちスクール。
チャラぶ
弓を引いて女性だけ言葉を込めて射止める。ただし、おやじっちとおトキっちとUターンは射止めてはいけない。ダーツの的が難易度によって初級は8つ、中級は10つ、上級は12つに変わる。
セレぶ
市民からロイヤルファミリーをエスコートする。市民が近づいたらスライドする。カメラはタッチする。ロイヤルファミリーは難易度によって初級はたまここ姫、中級はたまこ姫、上級はごっち大王に変わる。

## ドリームけんきゅう部

### 未来
ロボット科 ゴーゴーコスモシップ
ジャイロセンサーを使って宇宙船を傾けながらたまフォースを集める。隕石に3回までぶつかるとゲームオーバー。
美容科 たまヘアスタイリング
スタイリングマシンのヘアクリームを飛ばしてクリームを着けて完成する。
みらくるショップ みらくるフリル
ジャイロセンサーを使ってレースを縫ってアクセサリーを着けてウェディングドレスを作る。難易度によっては中級はローズ、上級はリボンが追加する。

### 過去
芸能科 グルグルたまかぶき
ふりふりっちとジュリエっちのお手本を見て矢印通りにスライドする。真ん中のたまごっちは難易度によっては初級はなんでっち、中級はまめっち、上級はみらいっちになる。
音楽科 たまオーケストラ
流れてくる音符を前から後ろまで順番になぞる。

## 登場人物

### ロボット科
まめっち
声 - 釘宮理恵
ロボット科の主人公。
からだきたえぶとグルグルたまかぶきに登場する。
ライトっち
声 - 三瓶由布子
ロボット科のもう一人の主人公。
からだきたえぶに登場する。
ロボメカっち先生
ロボット科の先生。

### 芸能科
ふりふりっち
声 - 斎藤千和
芸能科の主人公。
ジュリエっち
声 - 川瀬晶子
芸能科のもう一人の主人公。
みっちー先生
芸能科の先生。

### 美容科
めめっち
声 - 柚木涼香
美容科の主人公。
からだきたえぶに登場する。
コフレっち
声 - 能登麻美子
美容科のもう一人の主人公。
コームボウイ先生
美容科の先生。

### 音楽科
ピアニっち
声 - 折笠富美子
音楽科の主人公。
スマートっち
声 - 水島大宙
音楽科のもう一人の主人公。
からだきたえぶに登場する。
ムジカっち先生
音楽科の先生。

### みらくるショップ
みらいっち
声 - 加藤英美里
みらくるショップの主人公。
たまダンスショーとからだきたえぶに登場する。
くるるっち
声 - 斎藤千和
みらくるショップのもう一人の主人公。
マダムっち
みらくるショップの店長。

### たま部
くちぱっち
声 - 矢口アサミ
からだきたえぶの部長。
なんでっち
声 - 伊瀬茉莉也
あたまスッキリぶの部長。
ネジネジロボットとグルグルたまかぶきに登場する。
スペイシーっち
声 - 加瀬康之
おそうじしましょうぶの部長。
ランランロボレースに登場する。
チャラっち
声 - 井上優
チャラぶの部長。
ごっちもっち
声 - 金野潤
セレぶの部長。

### ドリームけんきゅう部
ゆめミヨーっち
夢を研究する研究者。口癖は「なう」。
ゆめタローっち
ゆめミヨーっちの先祖。口癖は「かーこ」。
ゆめスターっち
ゆめミヨーっちの子孫。
ウォッチリン
未来から来た時計型のロボット。本作はゆめミヨーっちの助手になった。

### その他
おめん校長
声 - 川島得愛
ドリームスクールの校長。プレイヤーにアドバイスを教えてくれたり、すれ違い通信を報告してくれる。